# Dooms
Dooms és una concentració de població designada pel cens dels Estats Units a l'estat de Virgínia. Segons el cens del 2000 tenia 1.282 habitants.

## Demografia
Segons el cens del 2000, Dooms tenia 1.282 habitants, 522 habitatges, i 386 famílies. La densitat de població era de 124,7 habitants per km².
Dels 522 habitatges en un 26,6% hi vivien nens de menys de 18 anys, en un 59,8% hi vivien parelles casades, en un 9,4% dones solteres, i en un 25,9% no eren unitats familiars. En el 21,1% dels habitatges hi vivien persones soles el 10,2% de les quals corresponia a persones de 65 anys o més que vivien soles. El nombre mitjà de persones vivint en cada habitatge era de 2,4 i el nombre mitjà de persones que vivien en cada família era de 2,77.
Per edats la població es repartia de la següent manera: un 21,4% tenia menys de 18 anys, un 4,8% entre 18 i 24, un 29,6% entre 25 i 44, un 28,6% de 45 a 60 i un 15,6% 65 anys o més.
L'edat mediana era de 42 anys. Per cada 100 dones de 18 o més anys hi havia 92 homes.
La renda mediana per habitatge era de 31.940 $ i la renda mediana per família de 37.800 $. Els homes tenien una renda mediana de 29.347 $ mentre que les dones 24.083 $. La renda per capita de la població era de 24.600 $. Entorn del 9% de les famílies i el 10% de la població estaven per davall del llindar de pobresa.

## Poblacions més properes
El següent diagrama mostra les poblacions més properes.